# Osterfeuer

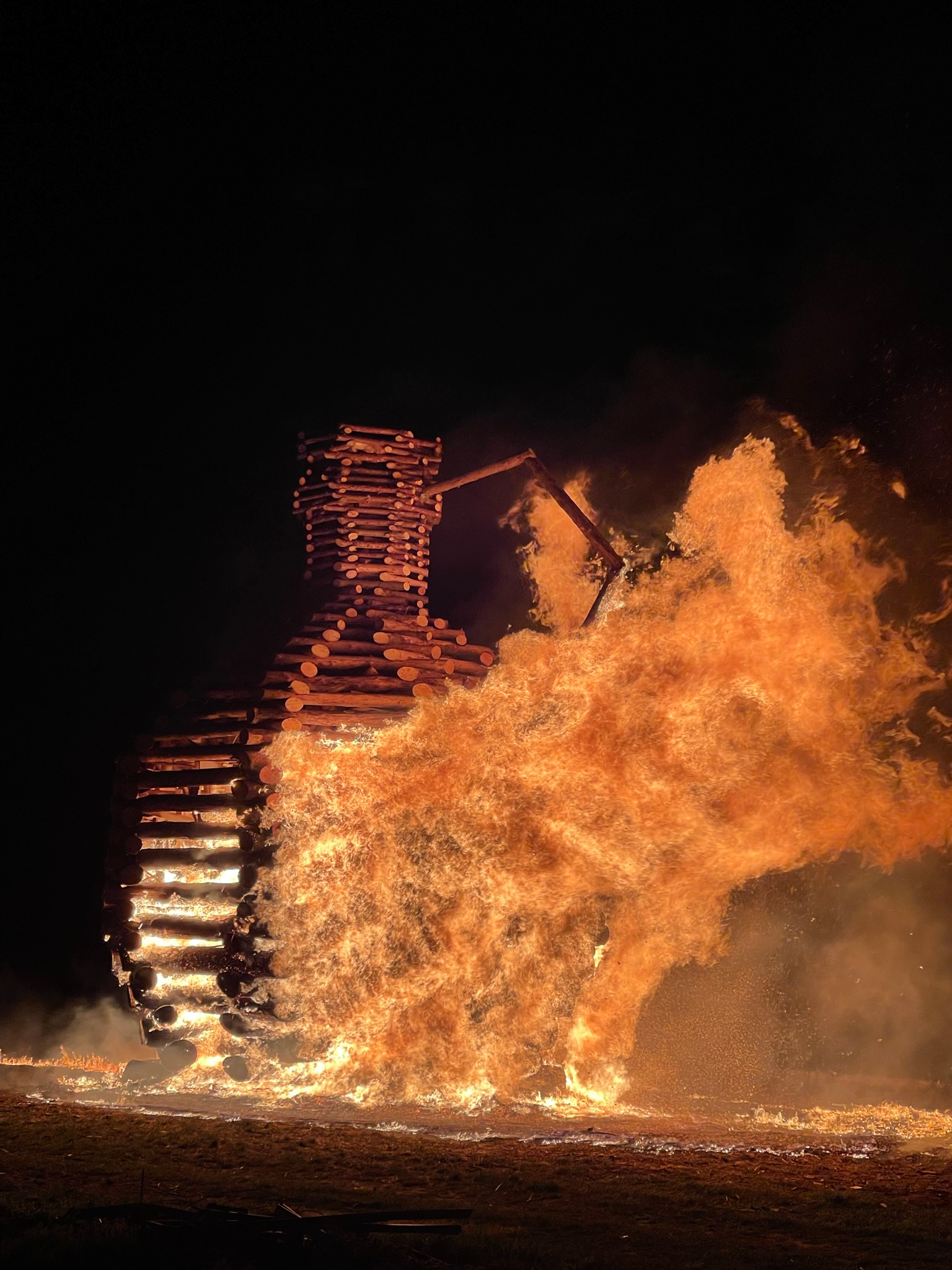
Osterfeuer der Stoober Jugend

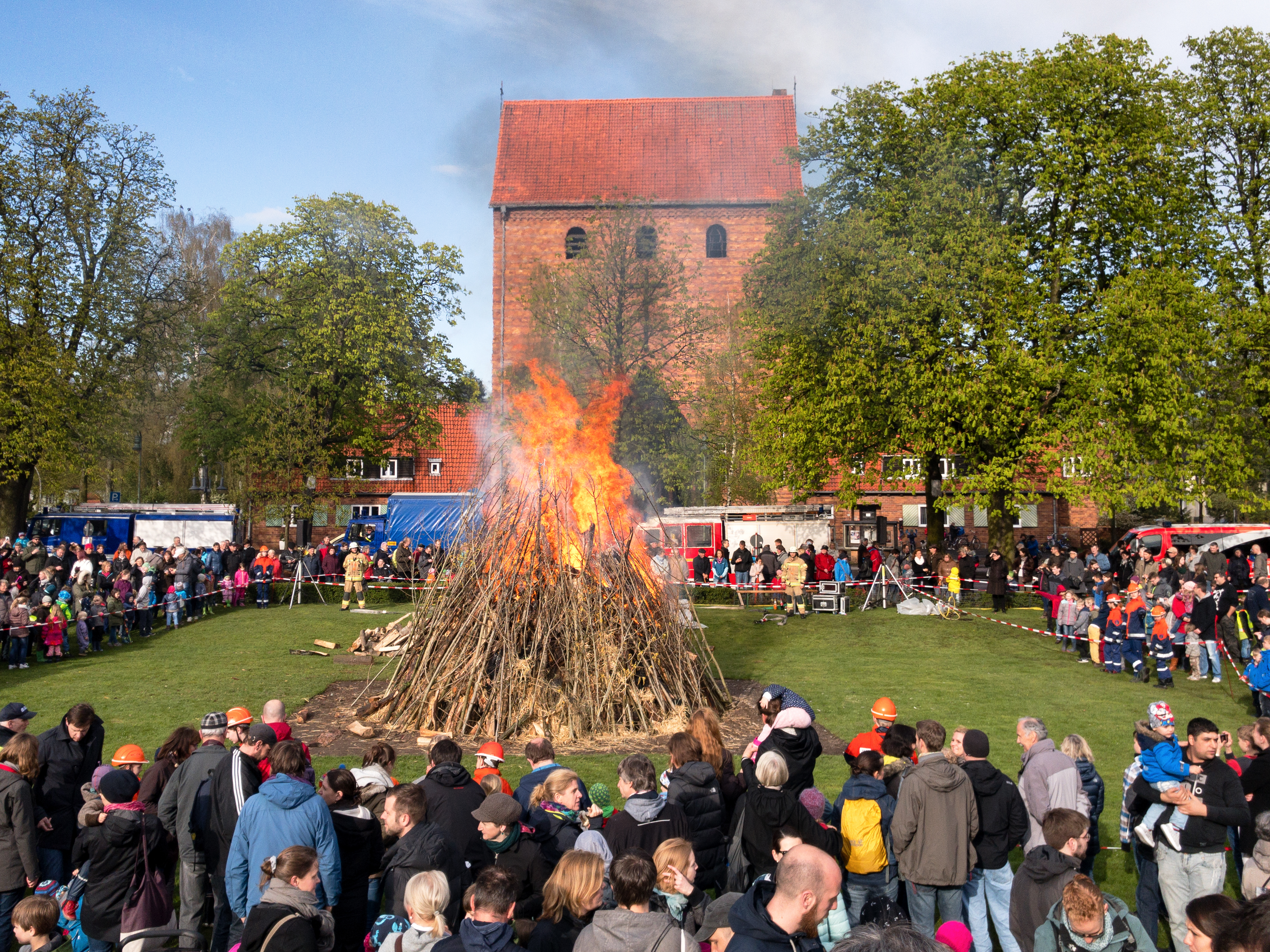
Osterfeuer in Berlin-Frohnau, 2017

Osterfeuer (auch Jaudus genannt) werden zu Ostern in der Liturgie der Kirche und vielerorts aufgrund verschiedener Bräuche entfacht.

## Geschichte
Das Osterfeuer entwickelte sich aus einer weltlichen Tradition, mit vermutlich germanischem bzw. heidnischem Ursprung. Das älteste schriftliche Zeugnis ist ein Briefwechsel zwischen dem Missionar Bonifatius und Papst Zacharias aus dem Jahr 751. In diesem Brief wird ein Brauch beschrieben, der als ‚ignis pachalis‘ (Passahfeuer) bezeichnet wird. Da die Frage aufgeworfen wird, wie im Sinne der Kirche damit umzugehen sei, lässt sich schließen, dass die römische Kirche Osterfeuer noch nicht kannte, auch keine Feuerweihe.
Aus dem Osterfeuer entwickelte sich vermutlich auch die frühe agrakulturelle Form des Judasfeuers, mit dem frühsten Beleg im Jahr 1651. Im 19. Jahrhundert sei die ursprüngliche Bedeutungsebene zusehends durch die der Verbrennung des Judas selbst verdrängt worden, der so für den Verrat an Jesus bestraft würde. Durch die Stilisierung des Judas als prototypischen Juden wurde der Brauch des Oster- und insbesondere Judasfeuers durch Antisemiten instrumentalisiert.

## Liturgie

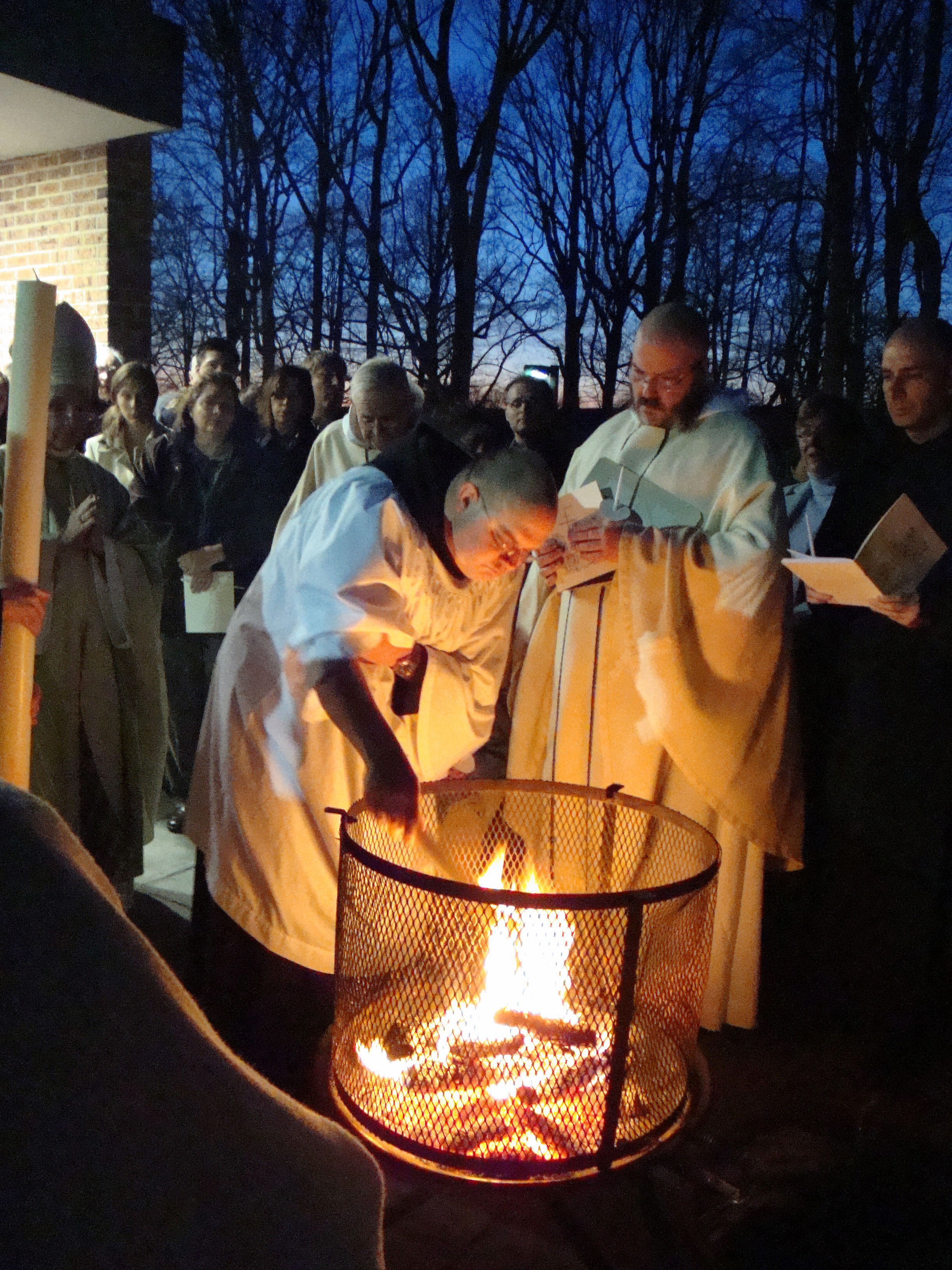
Entzünden der Osterkerze am Osterfeuer

Zum Beginn der Liturgie der Osternacht in der katholischen Kirche wird ein kleines Feuer entfacht, das Osterfeuer. Nachdem sich die Gemeinde um das Osterfeuer versammelt hat, entzündet der Priester am Feuer die Osterkerze, die nach der Weihe als Licht in die dunkle Kirche getragen wird. Die brennende Kerze versinnbildlicht dabei Christus als Licht der Welt. Wie einst die Israeliten der Feuersäule durch die Wüste folgten, so folgen die Gläubigen Jesus Christus auf dem Weg vom Tod zum Leben. Im Osterfeuer werden oft die Reste der heiligen Öle aus dem Vorjahr verbrannt.

## Brauchtum in Deutschland

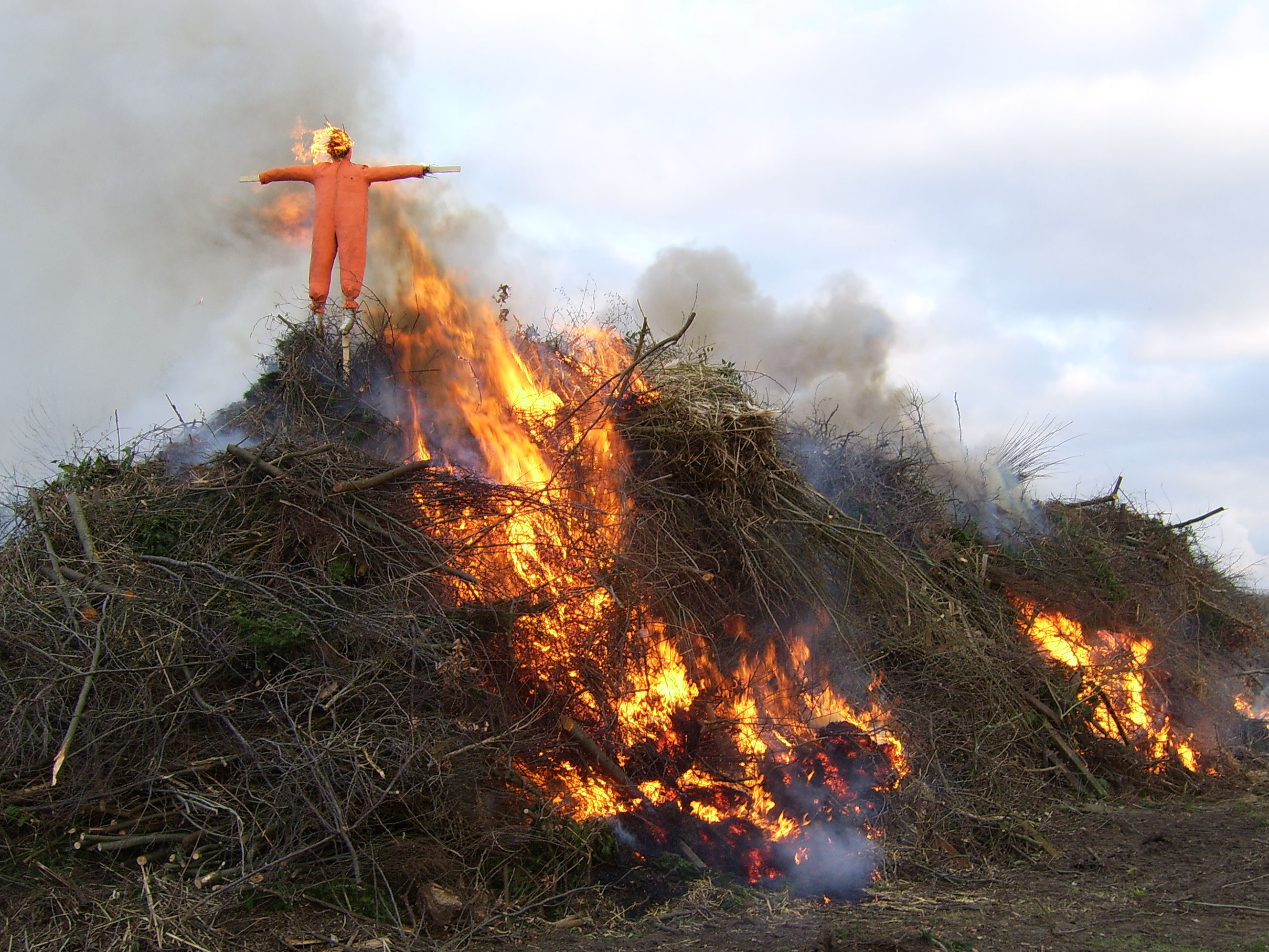
Osterfeuer in der Seestermüher Marsch mit Strohpuppe

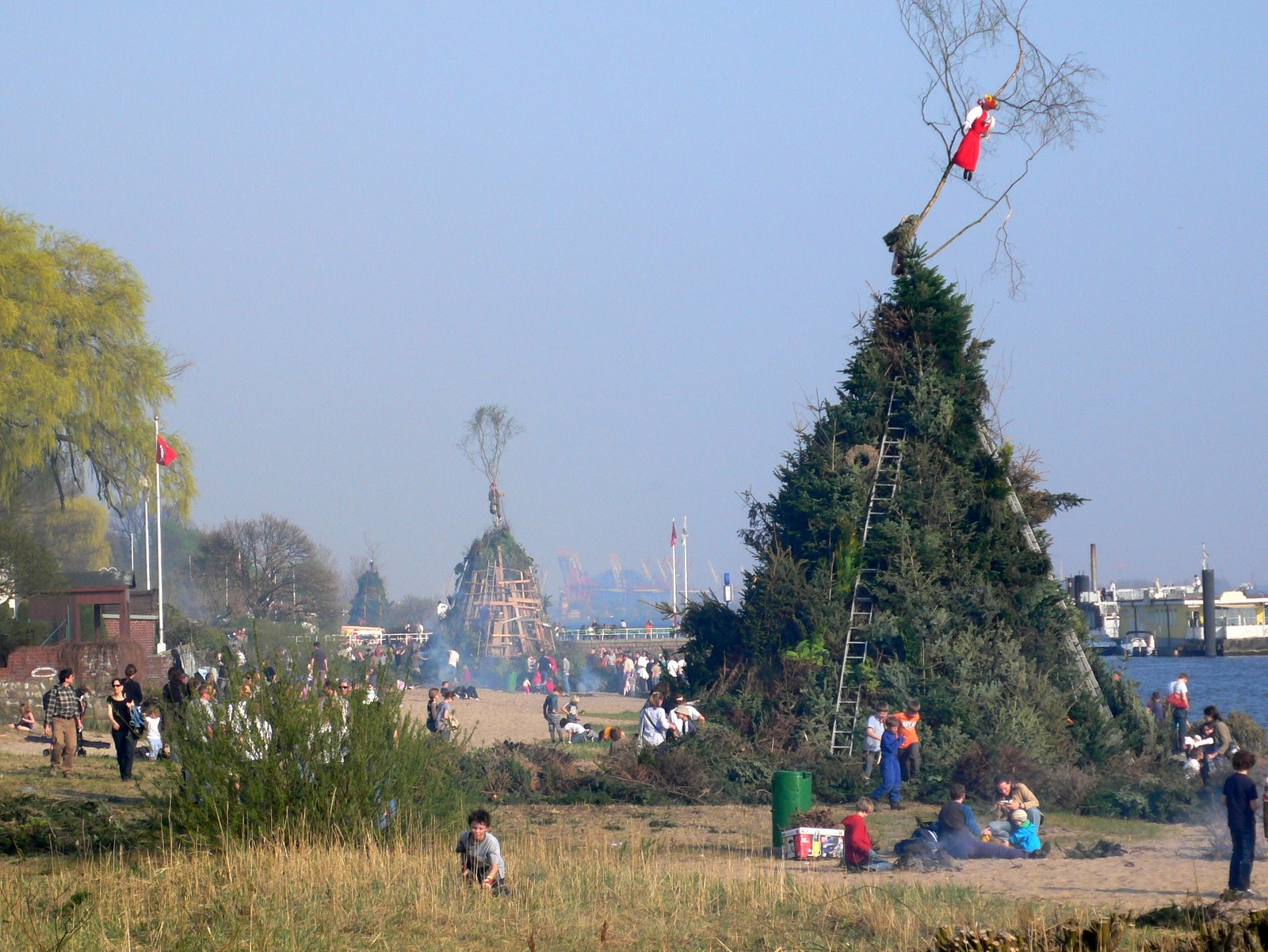
Für das Osterfeuer aufgestapeltes Brennmaterial am Elbstrand von Hamburg-Blankenese

Osterfeuer werden teils am Karsamstag entzündet, mancherorts, vor allem in Westfalen, auch erst am Abend des Ostersonntags, vgl. als Beispiel für diese Tradition Osterfeuer in Attendorn. Im Brauchtum einiger Regionen wird im Osterfeuer eine Puppe oder ein Baumstamm verbrannt, der Judas Iskariot darstellt (→ Judasverbrennen).
Es handelt sich um möglichst hoch aufgetürmte Holzstöße aus Baum- und Strauchschnitt. Mancherorts befindet sich zuoberst des Stapels eine Hexenpuppe aus Stroh (→ Hexenbrennen). Die Holzstöße werden auf Feldern oder auf dem Kamm eines Berges so errichtet, dass sie weithin sichtbar sind. Der Brauch ist vor allem in ländlichen Gegenden üblich, wo die Dörfer einen Wettstreit um das höchste Feuer durchführen und die Holzstapel in den Nächten vor Ostern bewachen. Am Karsamstag trifft man sich dann gesellig zu Bier bzw. Glühwein und einer Köstlichkeit vom Grill. Bei dieser geselligen Runde entbrennt auch noch in einigen Gegenden Brandenburgs ein Wettstreit, mit Geldeinsätzen für den öffentlichen Zweck, z. B. die Feuerwehrkasse, über den Zeitpunkt des Verbrennens bzw. Umknickens einer im Holzstapel aufgestellten Birke. Die Osterfeuer entlang der Unterelbe locken viele Schaulustige an.
Im Harz heißen die Feuer Ostermeiler, sie sind aus Reisig und Fichtengrün aufgeschichtet, obenauf steht eine große Fichte. In Nordfriesland, vor allem auf den Nordfriesischen Inseln, kennt man den Brauch des Biikebrennens am 21. Februar. Im Fuldaer Land gibt es einen ähnlichen Brauch des Hutzelfeuers am Sonntag nach Aschermittwoch. Ostfriesland hingegen kennt das Osterfeuer, welches in der Osternacht abgebrannt wird. In der Süd- und Westeifel sowie im östlichen Luxemburg und in Ostbelgien wird am ersten Sonntag der Fastenzeit das Hüttenbrennen oder Burgbrennen veranstaltet.
In Bayern sind die sogenannten Osterbrände üblich. Dort wird mit dem Osterfeuer die Kerze angezündet und die Glut für das Weihrauchfass erzeugt. Die Kinder kohlen frische, armdicke, angespitzte und einen Meter lange Birkenhölzer im Feuer zur Hälfte an. Dann werden sie aus dem Feuer gezogen und in Wasser abgelöscht. Diese Osterbrände sollen auf den Dachboden gelegt werden und, laut altem Volksglauben, vor Blitzschlag bewahren. War kein Kind im entsprechenden Alter vorhanden, wurde gegen Entgelt in Form von Schinken und Eiern eines der Nachbarskinder beauftragt. Vor 80 Jahren war es üblich, dass jeder den Osternachtgottesdienst besuchte. Deshalb waren meist nur die beauftragten Kinder beim Osterfeuer zugegen, die einen Osterbrand zu besorgen hatten.
Da die Holzstapel über viele Wochen angesammelt werden, verkriechen sich dort häufig Kleintiere, die vor dem Anzünden zu verjagen sind. Naturschützer warnen deshalb vor Osterfeuern. Eine gute Lösung ist es, den Holzstapel vor dem Entzünden umzuschichten. In vielen Orten sind Osterfeuer heute genehmigungspflichtig. Teilweise wird auch Baumschnitt verbrannt, der wegen Insektenbefalls nicht kompostiert werden kann. Hier ist Verbrennen sogar die umweltfreundlichere Entsorgung dieses Materials. Auch werden in Westfalen häufig nach dem Dreikönigstag die Weihnachtsbäume von verschiedenen Jugendverbänden gesammelt und ebenfalls verbrannt.
Zuweilen werden die bereits für das Osterfeuer aufgebauten Holzstapel vorzeitig durch Unbefugte entzündet. Dies führte im Jahr 1982 dazu, dass in Hohnstedt fünf Jugendliche, die sich im Osterfeuerstapel eine Schlafhöhle eingerichtet hatten, verbrannten. Um solche Vorkommnisse zu verhindern, werden viele Feuerstellen bewacht oder abgesperrt.

### Rechtslage
Osterfeuer haben nicht das Verbrennen von Abfällen zum Ziel, sondern dienen der Brauchtumspflege. Sie unterliegen darum keiner Verordnung über die Beseitigung von pflanzlichen Abfällen durch Verbrennen außerhalb von Abfallbeseitigungsanlagen. Es geraten immer wieder Osterfeuer außer Kontrolle. Die Folge sind hohe Sach- oder sogar Personenschäden. Zudem werden die Feuerwehren auch durch viele Fehlalarme belastet, weil Osterfeuer unangemeldet oder unsachgemäß abgebrannt werden.
Osterfeuer sind wegen ihrer Rauchentwicklung sowie im Hinblick auf eine Gefährdung von Kleintieren problematisch. Sie können deshalb nach Landesimmissionsschutzrecht genehmigungspflichtig sein, beispielsweise in Nordrhein-Westfalen nach § 7 LImschG.

## Brauchtum in Österreich
In großen Teilen Österreichs gilt das Osterfeuer in der Osternacht als beliebter Brauch. Vor allem im Alpenraum gilt das Osterfeuer seit langer Zeit als fixer Bestandteil der Osternacht. An den Berghängen oder auch im Tal werden teils meterhohe Holzfeuer entzündet. Meist bestehen diese aus Gartenschnitt, und so manchem Christbaum, aber auch kunstvoll aufgestapelte Feuer sind zu beobachten. Die Feuer werden meist nach dem Besuch der Auferstehungsmesse bzw. nach der familiären Osterfeier in geselliger Runde entzündet.
Da im Ostalpenraum die Dichte der Osterfeuer mitunter hoch sein kann, so sind in kleinen Ortschaften 10 Osterfeuer keine Seltenheit, liegt am Ostersonntag mitunter eine Smog-Wolke über den Tälern. Für Aufregung sorgte die Ankündigung, in der feinstaubgeplagten Landeshauptstadt Graz und Umgebung ab 2007 ein Osterfeuer nur noch zu genehmigen, wenn es als Brauchtumsveranstaltung angemeldet wurde.
Im April 2011 wurde ein neues Gesetz verabschiedet. Dieses besagt, dass Brauchtumsfeuer jeglicher Art in Graz ausnahmslos und ganzjährig verboten sind. Gemeinden im näheren Umkreis von Graz ist jeweils ein Brauchtumsfeuer pro Ort erlaubt, sofern dieses rechtzeitig behördlich gemeldet und genehmigt wurde.
In der übrigen Steiermark dürfen auch Privatpersonen Brauchtumsfeuer entzünden; auch Feuer für kleine regionale Bräuche sind erlaubt. Allerdings müssen auch diese Feuer bei der zuständigen Behörde gemeldet werden. In vielen Orten Kärntens wurden aufgrund von starker Trockenheit im Jahr 2012 Osterfeuer verboten.
Das Stoober Osterfeuer (Mittelburgenland) ist nach dem Wappen des Dorfes geformt, das einen Plutzer darstellt, ein traditionelles Trinkgefäß des Ortes. Junge Einheimische bauen das Osterfeuer sorgfältig per Hand zusammen.

## Nordeuropa
In Nordeuropa ist die Tradition ebenso verbreitet, insbesondere in Norwegen und Schweden, sowie in westlichen Regionen Finnlands.
In Schweden sowie Finnland soll das Feuer Geister, den Teufel und Hexen vertreiben. Früher glaubte man, dass die Hexen am Gründonnerstag nach Blåkulla fliegen, um dort mit dem Teufel zu feiern. Am Ostersonntag kehrten sie zurück und sollten durch das Feuer abgeschreckt werden. Damit die Abschreckung noch effektiver wird, werden manchmal Osterknaller ins Feuer geworfen.